# Towtoni csata
A towtoni csata a rózsák háborújának legvéresebb ütközete volt, amely a yorki csapatok győzelmével végződött 1461. március 29-én, virágvasárnapon. Az áldozatok számát általában 20 és 30 ezer közöttire teszik. Ez az akkori angol lakosság egy százalékát jelentette, és egyetlen más csatában sem halt meg ennyi ember brit földön. A towtoni csata különös jelentőségét az adja, hogy hosszú időre eldöntötte a királyság sorsát, és IV. Eduárd kezébe adta Angliát.

## Előzmények
1461. február 17-én a York-párti csapatok vereséget szenvedtek a második Saint Albans-i csatában. VI. Henrik angol király kiszabadult, és csatlakozott a felesége, Anjou Margit vezette lancasteri erőkhöz. Győzelmüket azonban nem tudták kihasználni, mert a két yorki sereg február 22-én egyesült, és bevonult Londonba. Plantagenet Richárd yorki herceg fia IV. Eduárd néven megkoronáztatta magát. A lancasteri csapatok a hírek hallatára északra vonultak vissza.
Március 13-án IV. Eduárd északra indult seregével, hogy a Lancasterek hatalmát saját hátországukban törje meg, és elfoglalja Yorkot. IV. Eduárdnak nem volt más választása, mint erővel biztosítania koronáját VI. Henrikkel szemben. A csapatok a Saint Albans–Cambridge–Nottingham útvonalon haladtak, és március 27-én érték el Pontefractot. A sereg Bubwith Heath-nél táborozott le, majd március 28-án véres harcok árán átkelt az Aire folyón. A krónikaíró Jean de Wavrin szerint közel háromezer ember halt meg a küzdelemben. Eduárd serege kénytelen volt a szabad ég alatt tölteni az éjszakát. Fogytán volt a takarmánya és az élelmiszere, a Lancaster-párti sok ezres fősereg pedig alig néhány kilométerre táborozott tőlük.
Az előny a lancasteriek oldalán volt: ők választották meg a harcmezőt saját területükön, számbeli és a csapatokat tekintve minőségi fölényben voltak, több főúr csatlakozott hozzájuk, mint Eduárdhoz, valamint ellenfelüknél könnyebben jutottak takarmányhoz és ételhez.

## Felsorakozás

A térkép a csapatok összecsapásának helyét jelzi. A lancasteriek eredetileg jóval északabbra (a térképen feljebb) álltak csatasorba

Az ütközet egy fennsíkon volt Towton és Saxton falu között, nagyjából 12 mérföldre délkeletre Yorktól, Anglia akkori második legnagyobb városától és két mérföldre délre Tadcastertől. A lancasteriek úgy választották ki a területet, hogy a yorkiaknak először – súlyos áldozatok árán – át kelljen kelniük az első komolyabb természetes akadályon, az Aire folyón. A terv az volt, hogy a folyót védő alakulatok visszavonulnak, amikor már nem tudják tartani az átkelőt, és a főerő elé csalogatják Eduárd seregét, így az kénytelen lesz a lancasteriek által választott napon és helyen csatát vállalni.
A lancasteriek által választott fennsík északi része Towton városkára támaszkodott. Összefüggő erdők csak a fennsíktól nyugatra, vagyis a lancasteri arcvonaltól jobbra, illetve mögötte voltak, ami biztonságot adott, mivel arról nem kerülhetett a hátukba senki. Ráadásul a fennsík gyengén lejtett déli irányban, így a lancasteri csapatok a legmagasabb ponton álltak fel. Jobbszárnyuk mellett egy völgyben a megáradt Cock-patak kanyargott, amely szintén természetes védelmet jelentett, de a csata végén halálos csapdává vált számukra. A seregtől balra mocsaras terület volt, így a lancasteriek a terep adottságait kihasználva egy keskeny mezőre kényszerítették a létszámhátrányban lévő yorkiakat, akiknek semmi lehetőségük nem maradt a különböző manőverekre: egyetlen módon támadhattak, felfelé az emelkedőn.
A feltételezések szerint nagyjából 80 – 42 ezer lancasteri és 36 ezer yorki – harcos vett részt az ütközetben, közöttük 28 főnemes, többségük VI. Henrik oldalán. Ha ez igaz, akkor Anglia fegyverforgató korú lakosságának tíz százaléka ott volt a csatamezőn. Mindkét sereget az akkor szokásos felállás szerint három csapattestre osztották. Az óriási létszám miatt a csapatok felsorakozása négy órán át tartott.
A lancasteri jobb szárnyat Henry Percy, Northumberland grófja vezette. A bal szárnyat Devon grófja és Lord Ralph Dacre, egy cumbriai földesúr irányította. A fővezér Henry Beaufort, Somerset hercege volt, aki a középső csapattest támadását vezette Henry Hollanddel, Exeter hercegével.

## Összecsapás

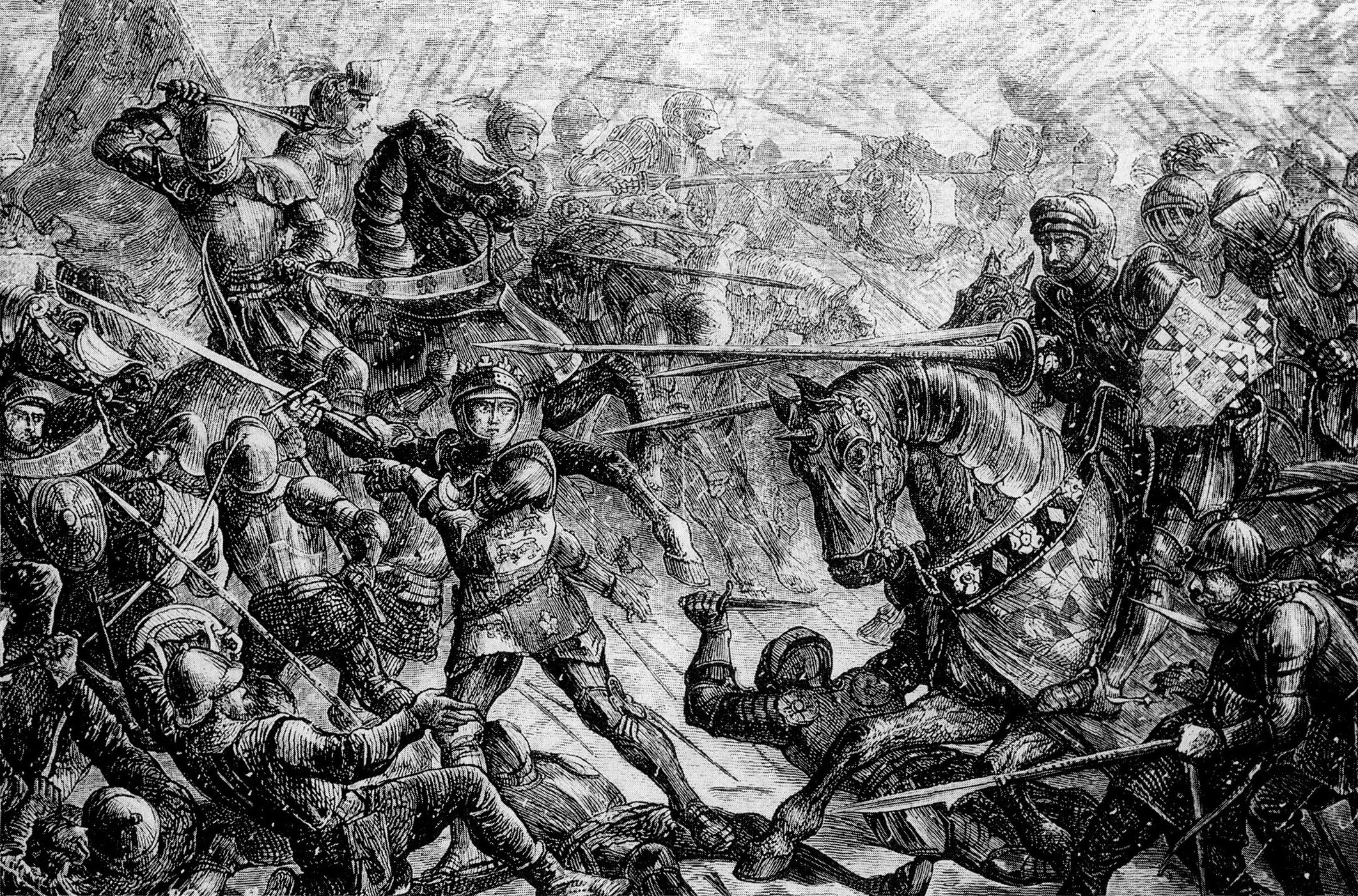
John Quartley rajza a csatáról

Az időjárás rossz volt, erősen havazott. A nedves időben használhatatlanná váltak a Londonból hozott ágyúk, és átnedvesedtek az íjak húrjai. Pontosan nem lehet tudni, hogy milyenek voltak a viszonyok, de a korabeli beszámolók szerint hirtelen felerősödött a déli szél, és egyenesen a lancasteri katonák arcába vágta a havat. A kedvező változást azonnal kihasználta a franciaországi veterán vezér, Willan Neville, Fauconberg bárója, aki Warwicknak és a királynak egyaránt nagybátyja volt, és előrevezette íjászait. Az íjászok lőni kezdték a lancasteri vonalakat.
A lancasteriek hiába válaszoltak, a szemből fújó szél és a kavargó hó miatt nem tudtak elég messzire lőni, így nyilaik nem érték el a yorki csapatokat. A yorki íjászok még előbbre nyomultak, és elkezdték a lancasteriek által kilőtt nyílvesszőket is visszalőni. A lancasteriek kénytelenek voltak rohamra indulni, hogy megállítsák a mészárlást. Ezzel elvesztették a terep adottságaiból származó előnyüket, de még mindig komoly létszámfölényben voltak.

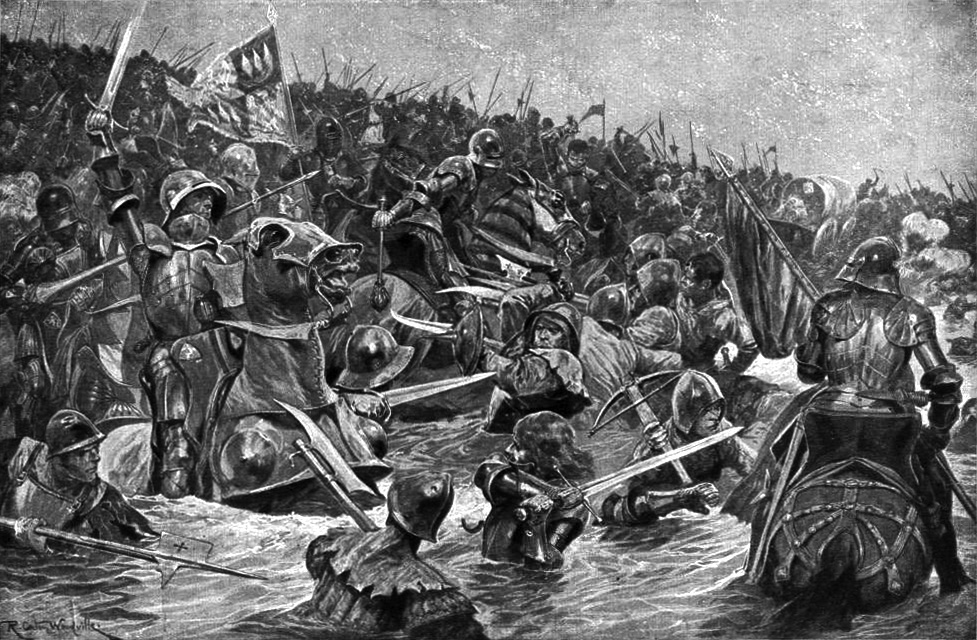
Richard Caton Woodville rajza a csatáról

A lancasteri csapatok frontális támadást indítottak a yorki vonalak ellen, amely több órán át tartott. A yorkiak folyamatosan hátráltak a létszámfölényben lévő ellenség elől. A korabeli krónikák kiemelik, hogy IV. Eduárd az első sorokban harcolt, és mindig ott tűnt fel, ahol megingott a védelem. A fiatal király 192 centiméter magas volt, így jóval az átlagemberek fölé magasodott: jól láthatta, mi történik, és katonái is jól láthatták őt. Ennek fontos pszichológiai jelentősége volt, mivel a lancasteri oldalon nem harcolt személyesen VI. Henrik. A yorkiak első soraiban harcolt a korábban nyíltól megsebesült Warwick grófja is.
A sorozatos rohamok következtében a yorkiak folyamatosan hátráltak a létszámfölényben lévő ellenség elől. Hó és havas eső zuhogott, a talaj jeges volt a megfagyott víztől, sártól és vértől. Olyan sokan haltak meg az összecsapásban, hogy időnként meg kellett állniuk a harcolóknak, hogy eltakarítsák a hullákat, mert másként már nem fértek egymáshoz az élők.
A harc kegyetlenségére és intenzitására magyarázat a szituáció, amelybe a két sereg került: a lancasteriek tudták, hogy nem hátrálhatnak, mert a menekülésük útját elzárja a Cock és a láp, míg a yorkiak a mögöttük folyó Aire miatt nem adhatták fel a csatát. A yorkiakban az a tudat tartotta a lelket, hogy közeledik mögöttük ötezer emberével John Mowbray, Norfolk 3. hercege, aki betegsége miatt nem érkezett meg időben a pontefracti gyülekezőhelyre.
A délután közepén megérkezett az erősítés. Valószínűleg a rossz látási viszonyok miatt nem a yorki vonalak mögött, hanem a lancasteriek oldalában jelentek meg. A harc tovább tartott, majd hirtelen megroppant a lancasteri vonal, és több ezer katona menekülni kezdett. Pontosan nem tudni, hogy mi történt. A történészek szerint valószínűleg egy fontos vezér sérülése vagy halála miatt zavarodtak össze a lancasteriek. Elképzelhető, hogy ekkor vitték hátra a súlyosan megsérült Northumberlandet, vagy ekkor találta el nyílvessző Lord Dacre-t.

## Menekülés
A yorkiak üldözni kezdték a lancasteri csapatokat. A menekülő katonák saját taktikájuk csapdájába estek. Az eredetileg őket védő természetes akadályok - a mocsár, a Cock völgye és áradó, jeges vize - szinte lehetetlenné tették a harctér elhagyását. IV. Eduárd, ismerve az ellenséges főrendek ragaszkodását VI. Henrikhez, azt parancsolta, hogy ne ejtsenek foglyokat, ne kíméljék az ellenség életét. A lancasteriek két irányba menekülhettek. Az egyik a Cock meredek völgye volt, aljában a patakkal, a másik a Londont és Tadcastert összekötő régi út hídja, amely viszont messzebb feküdt. A nehézkesen mozgó menekülők könnyű célpontot nyújtottak az üldöző gyalogosoknak, íjászoknak és kiváltképp a lovasoknak. A yorkiak közül sokan a jeges vízbe fulladtak.
A korabeli krónikások szerint a Bloody Meadow-nál akkora volt a mészárlás, hogy a túlélők az elesettek holttestein keltek át a Cockon. A Towtontól Tadcaster felé vezető valamennyi úton halottak hevertek. A yorkiak sok magát megadó katonát is megöltek. A lancasteriek közül néhány megpróbálták elsáncolni magukat Tadcasterben, de őket is felkoncolták. Az üldözés egész éjszaka folyt.
A lancasteri túlélők reggel érkeztek meg York várához, ahol VI. Henrik és felesége, Anjou Margit várta a híreket. A királyi pár és Somerset hercege Skóciába menekült. A Lancaster-párti főurak közül meghalt Northumberland, Clifford, Neville, Dacre és Welles. Devon grófját másnap végezték ki Yorkban. Ugyanerre a sorsra jutott 42 Lancaster-párti lovag is.
A csatában elesett Andrew Trollope is. George Neville, Anglia kancellárja kilenc nappal a csata után írt egy levelet, amelyben az áll, hogy 28 ezren estek el az ütközetben. A korabeli krónikások azt írták, hogy a csata helyszíne, egy nagyjából hat mérföld hosszú és három mérföld széles terület vöröslött a vértől, mindenütt holttestek és eldobált páncélok, fegyverek hevertek.

## Következmények
A korona sorsa hosszú időre eldőlt, minden arisztokrata számára nyilvánvalóvá vált, hogy IV. Eduárd Anglia új ura. A király addig északon maradt, amíg megszilárdította hatalmát a lancasteri hátországnak számító területeken, majd júniusban visszatért Londonba. A lancasterieket szinte az utolsó szálig kiirtotta. IV. Eduárd 1483-ig uralkodott.

## Érdekesség
- A csata hevében Lord Dacre megszomjazott, és levette a sisakját, hogy igyon. Egy fiatal yorki katona, aki egy galagonya bokorban rejzőzködött egy számszeríjjal, felismerte benne azt az embert, aki korábban megölte az apját. Rálőtt, és a nyíl Dacre torkába fúródott. A lordot lovával együtt a közeli Saxton templomának kertjében hantolták el.[1]